# Alajeró
Alajeró è un comune spagnolo di 1 465 abitanti situato nella comunità autonoma delle Canarie.